# Spejdermetoden
Spejdermetoden er spejderarbejde efter disse principper :
- Spejderloven
- Sammenhængende fremadskridende program – med gradvis større udfordringer
- Learning by doing – at lære ved at gøre tingene i praksis
- Patruljesystemet – hvor børn leder børn i små grupper

I KFUM-spejderne arbejder man ud fra følgende otte principper i Spejdermetoden:
- Learning by doing
- Patruljesystemet
- Mødet mellem børn og voksne
- Det fremadskridende program
- Livet i naturen
- Fantasirammer
- Leg for livet
- Spejderlov og Spejderløfte

I Det Danske Spejderkorps arbejder man ud fra følgende otte principper i Spejdermetoden:
- Oplevelser
- Learning by doing
- Patruljeliv
- Friluftsliv
- Værdier
- Medbestemmelse og ansvarlighed
- Aktiviteter og færdigheder
- Samfundsliv